# Das Spiel vom lieben Augustin
Das Spiel vom lieben Augustin ist ein österreichischer Fernsehfilm über die Pest in Wien und den Wiener Bänkelsänger Marx Augustin, bekannt durch das Lied O du lieber Augustin.

## Handlung
Wien 1679: Luzi floh aus dem Bordell der Madame Jasmin, die sie zu einer ihrer Prostituierten machen wollte, und arbeitet nun als Kellnerin im Gasthaus von Kilian Brenneis. Sie ist verliebt in den Bänkelsänger und Dudelsackspieler Augustin, genannt Pfeifergustl. Trotzdem will sie den viel älteren, aber wohlhabenderen Wirt Kilian heiraten. Als Madame Jasmin sie zurückholen will, wird sie durch einen Baron beschützt, der gerade als Gast im Wirtshaus ankommt: Er behauptet, in Luzi eine Gräfin aus Italien wiederzuerkennen. Der Baron berichtet vom Ausbruch der Pest in Basel, und kurz darauf erzählt Kilians Knecht Nepomuk, dass es auch in Wien schon den ersten Todesfall gab.
Bei der Hochzeit von Kilian und Luzi soll Augustin Musik machen, doch Kilian ist verärgert, weil Augustin nicht nur fröhliche Lieder, sondern auch vom Tod singt. In der Nacht gerät Kilian in Panik und geht zum Arzt, weil er einen blauen Fleck am Fuß fälschlicherweise für eine schwarze Verfärbung durch die Pest hält. So verbringt Luzi den Rest der Hochzeitsnacht mit Augustin. Sie fleht ihn an, mit ihr die Stadt zu verlassen, er nimmt die Pest jedoch mit Humor und will in Wien bleiben.
Immer mehr Menschen verlassen die Stadt, weswegen Kilian, der auch eine Werkstatt zur Reparatur von Kutschen betreibt, ein gutes Geschäft macht. Auch der Baron will nach Prag abreisen und bietet Luzi an, mit ihm zu reisen: Er hat sich in sie „verschossen“ und will sie mit Geschenken überhäufen. Er wartet in der Kutsche jedoch vergeblich auf sie, da sie in Wien bei Augustin bleiben will. Der Baron reist zwar ab, kehrt jedoch noch am selben Tag zurück. Erst jetzt erfährt er von Luzis Beziehung zu Augustin.
Augustin versucht, mit seinem Dudelsack gute Laune zu verbreiten, während die Pest immer mehr um sich greift. Kilian kommt unerwartet zu Reichtum, als Madame Jasmin und ein adliger Herr sich gegenseitig überbieten, um sich Kilians Kutsche und Pferde für die Flucht aus der Stadt leihen zu können. Danach flieht auch Kilian und übernachtet außerhalb der Stadt im Freien.
Der Baron stirbt an der Pest und kurz darauf stirbt auch Luzi. Augustin lässt sich nicht abhalten, ihr Krankenzimmer zu betreten und anschließend den Siechknechten zu folgen, die Luzis Leiche auf einem Wagen mit anderen Leichen zu einer Pestgrube außerhalb der Stadt bringen. Er halluziniert und wird ohnmächtig, worauf die Siechknechte ihn für tot halten und mit in die Pestgrube werfen.
Der Herbstwind verspricht eine Linderung der Pestepidemie. Das Wirtshaus ist nun leer, bis auf die Magd Kreszenzia und den Knecht Nepomuk. Dieser will mit Kilians Geld fliehen, doch plötzlich steht Augustin in der Tür, den alle zunächst für einen Geist halten. Auch Kilian kehrt aus seinem Versteck zurück, doch als er erfährt, dass Augustin die Nacht in der Pestgrube verbracht hat, packt ihn die Angst. Er will nicht einmal den Geldbeutel zurückhaben, den Augustin ihm entgegenhält. Also geht Augustin auf die Straße, wo er Kilians Gulden singend an die vorbeikommenden Leute verteilt.

## Produktion
Peter Preses und Ulrich Becher haben für diesen Film ihr Schauspiel Der Pfeifer von Wien, das am 29. September 1950 im Wiener Volkstheater uraufgeführt wurde, fürs Fernsehen adaptiert. Der Film wurde vom ORF produziert und 26. November 1960 zum ersten Mal ausgestrahlt.